# Welles-Pérennes
Welles-Pérennes is een gemeente in het Franse departement Oise (regio Hauts-de-France) en telt 222 inwoners (1999). De plaats maakt deel uit van het arrondissement Clermont.

## Geografie
De oppervlakte van Welles-Pérennes bedraagt 13,4 km², de bevolkingsdichtheid is 16,6 inwoners per km².
De onderstaande kaart toont de ligging van Welles-Pérennes met de belangrijkste infrastructuur en aangrenzende gemeenten.

## Demografie
Onderstaande figuur toont het verloop van het inwonertal (bron: INSEE-tellingen).